# Ballroom - Gara di ballo
Ballroom - Gara di ballo	 (Strictly Ballroom) è un musical del 1992 diretto da Baz Luhrmann.
È stato presentato nella sezione Un Certain Regard al 45º Festival di Cannes.

## Trama
Scott Hastings è un campione di ballo da sala, ma i passi imposti dalla Federazione gli stanno stretti. Alle gare azzarda delle coreografie originali che mandano su tutte le furie la madre, vecchia gloria del ballo liscio, che sogna per il figlio un futuro da star. Il ragazzo, tuttavia,  ha intenzione di danzare a modo suo anche nella prestigiosa competizione del Pan-Pacific Grand Prix e, mollato dalla partner ufficiale, decide di allenarsi con una giovane principiante di origine spagnola, Fran. La madre tenta di far desistere Scott con l'inganno, raccontando che è stata proprio la ribellione ai passi regolari a rovinare la sua carriera e quella del timido padre. Ma alla gara Scott e Fran scelgono lo stesso la libertà e si esibiscono in un appassionato paso-doble, conquistando il pubblico.

## Riconoscimenti
- 1994 - Golden Globe
  - Candidatura per il miglior film commedia o musicale

- 1993 - British Academy Film Awards
  - Migliore scenografia a Catherine Martin
  - Migliori costumi a Angus Strathie e Catherine Martin
  - Migliore colonna sonora a David Hirschfelder
  - Candidatura per il miglior film
  - Candidatura per la migliore attrice protagonista a Tara Morice
  - Candidatura la migliore sceneggiatura non originale a Baz Luhrmann e Craig Pearce
  - Candidatura per il miglior montaggio a Jill Bilcock
  - Candidatura per il miglior sonoro a Antony Gray, Ben Osmo, Roger Savage, Ian McLoughlin e Phil Judd
- 1992 - Festival di Cannes
  - Prix de la Jeunesse
- 1992 - Toronto International Film Festival
  - Premio del pubblico

Altri riconoscimenti
- Australian Film Institute: 8 premi Alfi
- Premi Robert 1993: miglior film straniero
- AACTA Award 1992: miglior attore non protagonista a Barry Otto